# Julie Bargmann
Julie Bargmann (* 1958) ist eine US-amerikanische Landschaftsarchitektin.

## Leben und Werk
Julie Bargmann wuchs in New Jersey auf und lebt in Charlottesville, Virginia. Sie absolvierte den Bachelor of Fine Arts an der Carnegie Mellon University und den Master als Landschaftsarchitektin an der Harvard University Graduate School of Design.
Bargmann gründete 1992 die D.I.R.T. (Design Investigations Reclaiming Terrain oder Dump It Right There) Studios und widmet sich in ihrer Arbeit verlassenen Straßen, geschlossenen Steinbrüchen, stillgelegten Deponien und Fabriken, sowie ehemaligen Kohleminen. Sie ist für die Gestaltung und den Bau regenerativer Landschaften bekannt.
2002 zeigte sie zusammen mit Stacy Levy das 1995 begonnene Projekt Testing The Waters auf der Documenta11 in Kassel.